# Andreas Kempf
Andreas Kempf (Waiblingen, 14 de junio de 1967) es un deportista alemán que compitió en curling.
Ganó dos medallas en el Campeonato Mundial de Curling, en los años 2005 y 2007, y una medalla de bronce en el Campeonato Europeo de Curling Masculino de 2008.
Participó en dos Juegos Olímpicos de Invierno, ocupando el octavo lugar en Turín 2006 y el sexto en Vancouver 2010, en la prueba masculina.

## Palmarés internacional
| Campeonato Mundial | Campeonato Mundial    | Campeonato Mundial | Campeonato Mundial |
| Año                | Lugar                 | Medalla            | Prueba             |
| ------------------ | --------------------- | ------------------ | ------------------ |
| 2005               | Victoria (Canadá)     | Medalla de bronce  | Equipo             |
| 2007               | Edmonton (Canadá)     | Medalla de plata   | Equipo             |
| Campeonato Europeo |                       |                    |                    |
| Año                | Lugar                 | Medalla            | Prueba             |
| 2008               | Örnsköldsvik (Suecia) | Medalla de bronce  | Equipo             |